# Biodiversiteit in Suriname

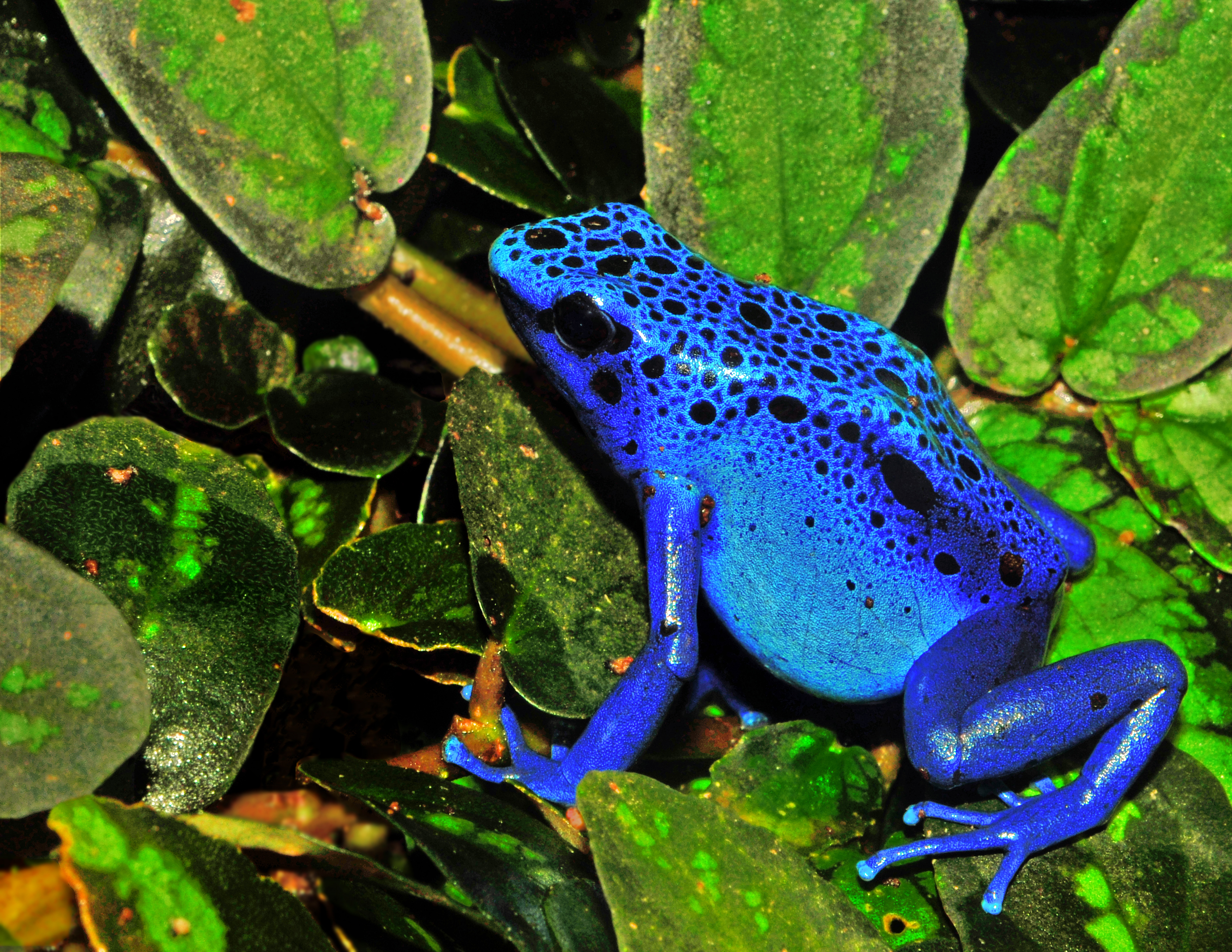
De Blauwe pijlgifkikker is endemisch in Suriname

De biodiversiteit in Suriname is groot. De verscheidenheid in levensvormen wordt voornamelijk veroorzaakt door verschillen in landschapstype en temperatuur. Suriname wordt in vier ecologische zones verdeeld:
- Jonge Kustvlakte,
- Oude Kustvlakte,
- Savanne of Zanderijbelt,
- Binnenlandse overblijvende Hooglanden.[1]

## Soorten en bescherming

### Kustvlakte

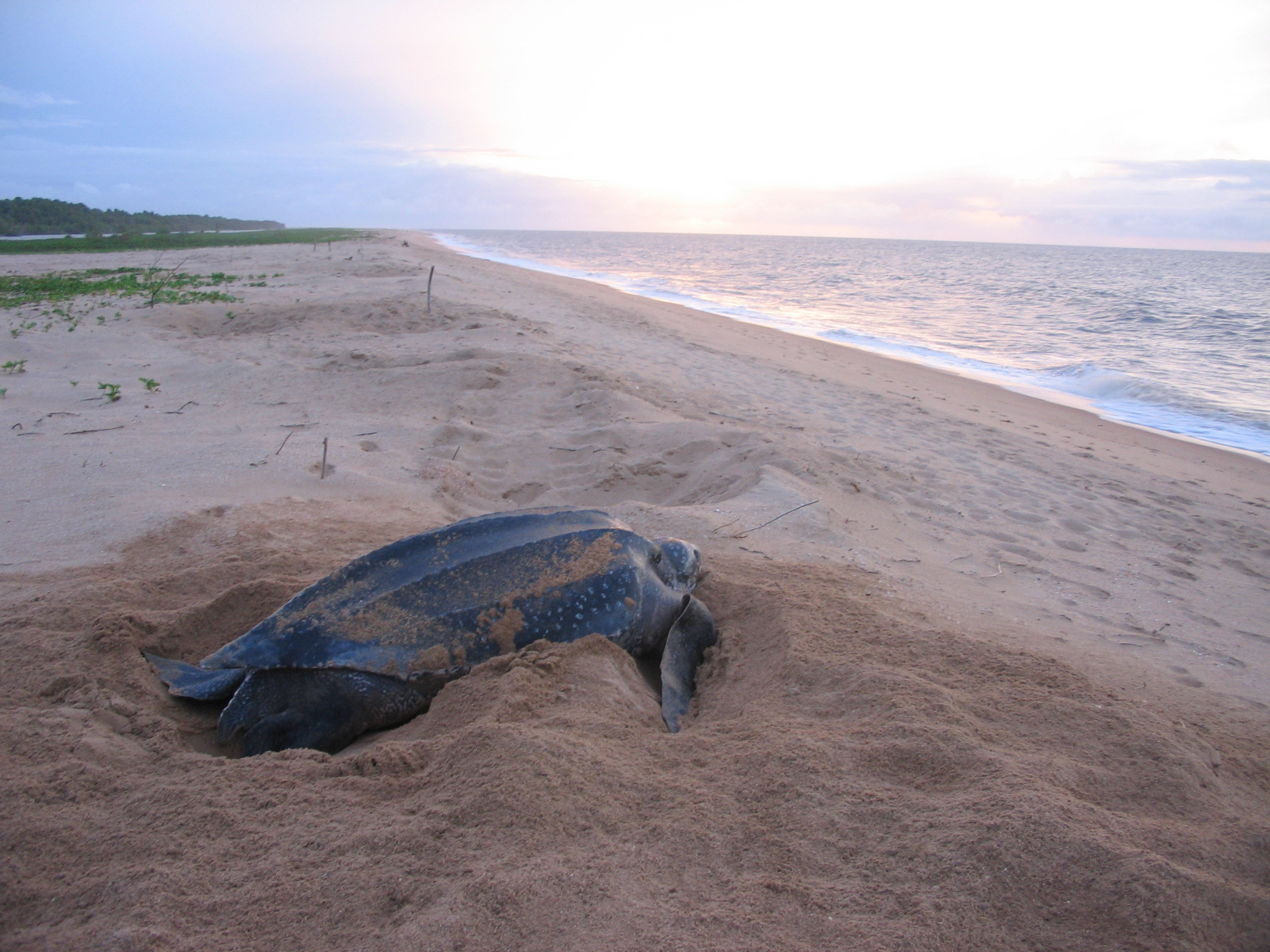
Het strand van Galibi is een van de belangrijkste broedplaatsen van de Lederschildpad

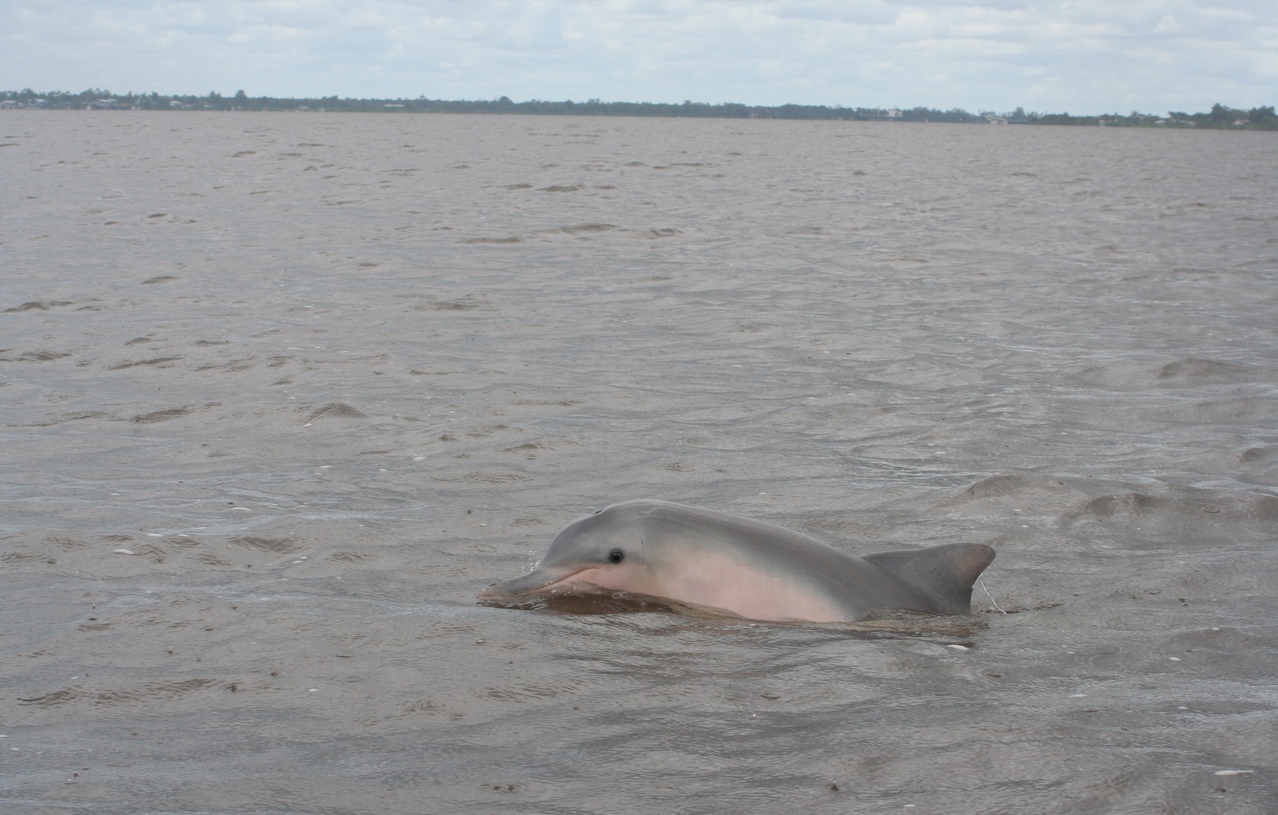
Rivierdolfijn in de monding van de Surinamerivier

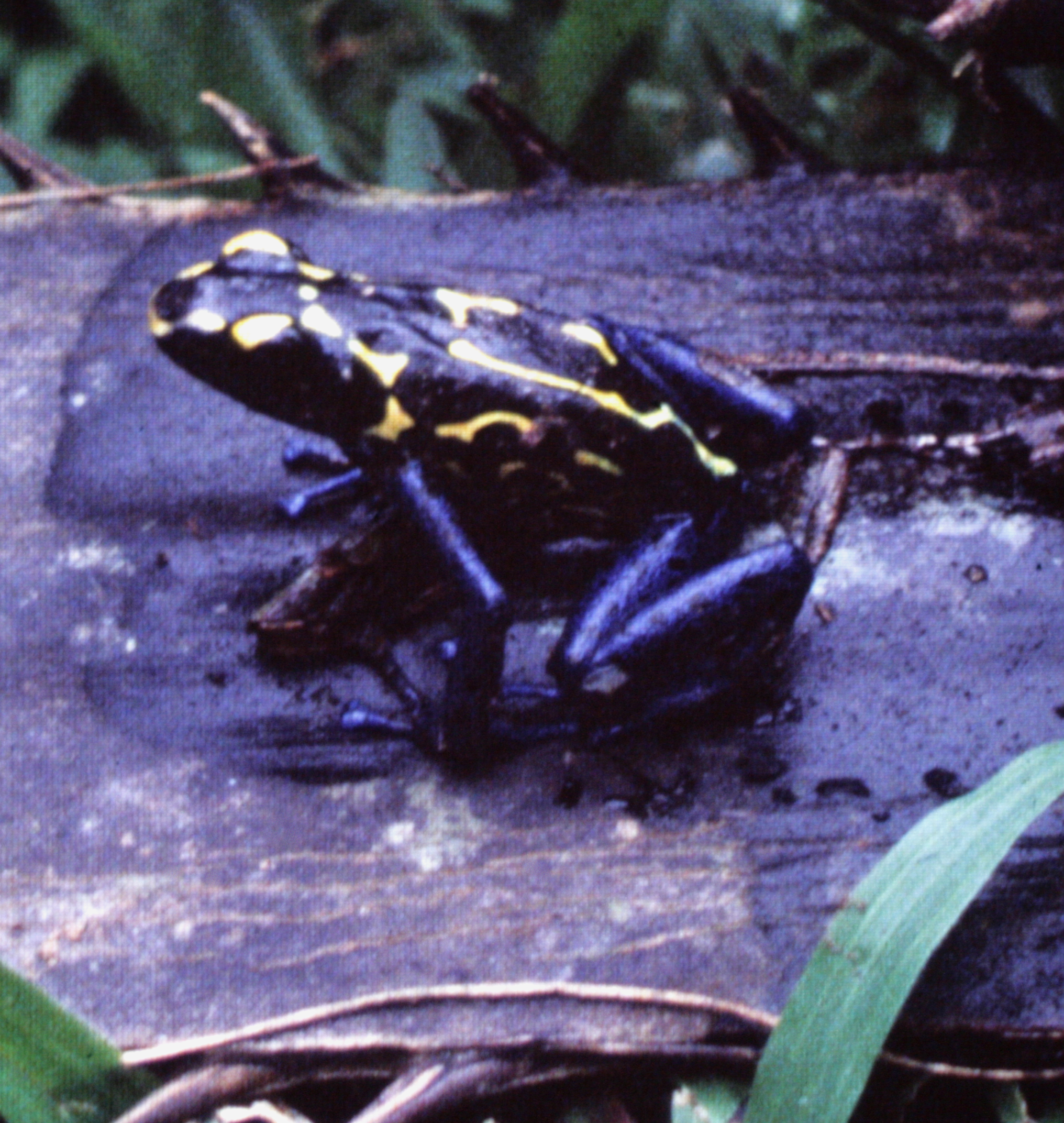
Okopipi, een pijlgifkikker uit het regenwoud van Suriname

De kustvlakte is grotendeels woest en weinig toegankelijk en bestaat uit zandstranden op de Tijgerbank, modderbanken, vogelrijke mangrovebossen en lagunes. De modderbanken ontstaan doordat de Guyanastroom modder aanvoert die op verschillende plaatsen langs de kust wordt afgezet. De tien modderbanken zijn Kwerimanbank, Wiawiabank, Bank bij de Warapakreek, Vissersbank, Herminabank, Coppenamebank, Coronibank, Potosibank, Korikoribank en Turtlebank. Op de modderbanken leven krabben, wormen en kleine kreeftachtigen. Vogels, zoals de Noord-Amerikaanse steltlopers gebruiken de modderbanken gedurende de trektijden als voedselplaatsen. Op de modderbanken treft men mangrovebossen, meer bekend als parwabossen, aan. Jonge parwabossen worden als broed- en slaapplaats gebruikt door de rode ibis (Eudocimus ruber) en verschillende reigersoorten. De mangrovebossen hebben en veelheid van functies. Een hiervan is de verdediging van de kust en de oevers tegen schade als gevolg van overstromingen. Andere zijn de kraamkamerfunctie, filterfunctie en productiefunctie van hout, voedsel en honing. Een andere inkomsten generende functie is het ecotoerisme. 
Het parwabos heeft een beperkte levensduur. Na verloop van tijd sterft het af en vormt zich een lagunelandschap waarin verschillende soorten vogels, zoals de Zwartbuikfluiteend (Dendrocygna autumnalis) die ook wel 'boomeend' wordt genoemd en de oranjevleugelamazone papegaai of Kulekule (Amazonia amononica) hun nesten maken. Achter de mangrovebossen vindt men zout- en brakwater lagunes("pannen"), omringd door soortenarme gras- en varen vegetaties. Verder landinwaarts liggen soortenrijkere zoetwatermoerassen, bestaande uit gras- en struikzwampen.
De zandstranden worden door vier soorten schildpadden als broedplaats gebruikt. Deze schildpadden zijn:
- Aitkanti of lederschildpad (Dermochelys corriacea)
- Krape of soepschildpad (Chelonia mydas)
- Warana (Lepidochelys olivacea)
- Karet (Eret mochelys imbricate).

### Savannen
De savannen van Suriname herbergen een rijkdom aan plantensoorten. Op grond van hun begroeiing kunnen savannen worden geclassificeerd in struik- en grassavannen en savannebos. Het savannebos onderscheidt zich door de hogere en dichtere vegetatie. Op grond van de bodemgesteldheid worden savannen ingedeeld in klei-, bruinzand-, witzand- en rots savannen. De plantensoorten die in de savannen gevonden worden zijn onder andere lemkiwisi (Cassaytha filiformis), zonnedauw (Drosera sp.), sabana-fungu (Licaniai acana) en de kamferplant (Unixia camphorata). De dieren die in de savannen gevonden worden zijn: landschildpadden (Chelonodis sp.), slangen, leguanen (Iguana iguana), herten (Mazama sp.) en kapasi's (Dasypus sp.).

### Bergland
In het binnenland van Suriname komen bergen voor waaronder Brownsberg, Nassaugebergte en Lelygebergte. Het bergland maakt deel uit van het Guyanaschild. Het Guyanaschild is een van werelds best geconserveerde bos- en watergebieden. Het bestaat voor meer dan 90 procent uit onaangetast, tropisch regenwoud en kent een rijke flora en fauna.

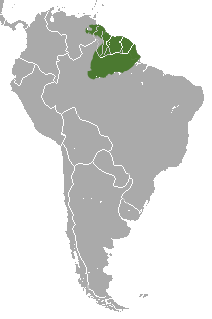
Gebied van de witgezichtsaki

### Kustwateren en rivieren
De kustwateren van Suriname maken, net als het kustgebied van Guyana, Frans-Guyana en Noordoost-Brazilië, deel uit van de Guyana-ecoregio. De zeevissen, kreeftachtigen (garnalen en krabben) en schelpdieren (slakken en tweekleppigen) van Suriname zijn enigszins bekend. Andere groepen zeedieren echter zijn nog nauwelijks onderzocht. De granmorgoevis (Epinephelus itajara) is een bedreigde diersoort. De kleine en grote rivieren stromen van het zuiden naar het noorden waar ze in de Atlantische Oceaan uitmonden. Een opvallende verschijning in de riviermondingen en kustwateren is de rivierdolfijn, (Sotalia guianensis), met een licht roze buik. Suriname heeft ongeveer 61 endemische zoetwatervissen. Veel van deze endemische soorten zijn meervallen. De zoetwatervisfauna van Suriname is nog niet goed bekend.

### Ontwikkelingen
Nog steeds worden er nieuwe levensvormen ontdekt in Suriname. Volgens Ottema is de dikbekzaadkraker of twatwa een bedreigde diersoort. De grote ara's en de muskuseend of bosdoks zijn ernstig gedaald in aantal.

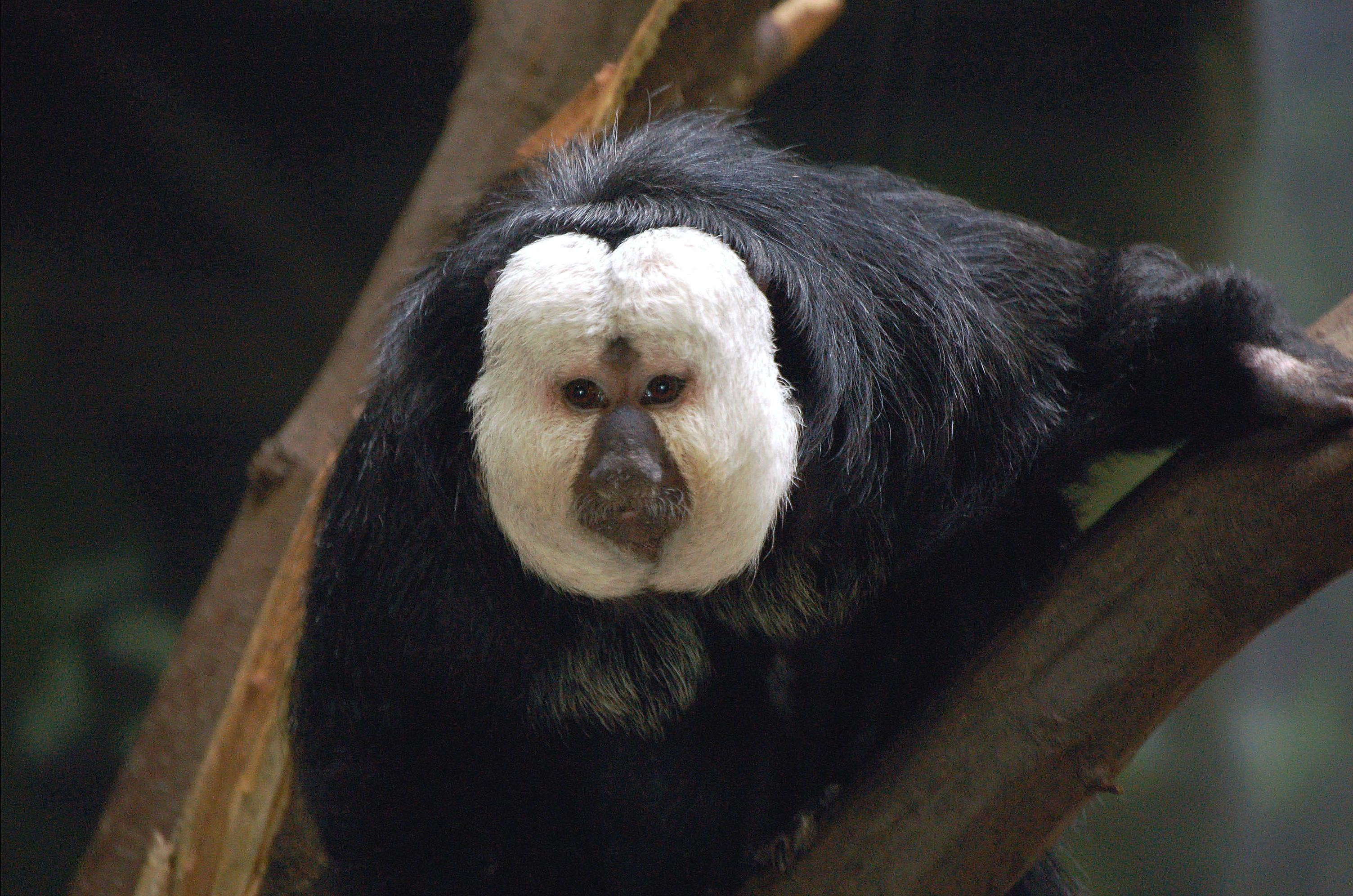
Witgezichtsaki

De witgezichtsaki is een endemische soort voor de Guyana's. Waarschijnlijk is de guyanadwergspecht een endemische soort van Suriname, daar de soort niet met zekerheid uit de naburige Guyana's bekend is.
De Natuurbeschermingswet 1954 en de Jachtwet 1954 vormen de grondslag van de Surinaamse natuurbescherming. Het Jachtbesluit 2002 geeft een nadere uitwerking van de Jachtwet 1954. De reuzenmiereneter, kwatta-aap, ocelot, jaguar, boshond en de dolfijn zijn enkele van de zoogdieren die in Suriname volgens de wet onder volledige bescherming staan.

### Lijsten van soorten
- Lijst van amfibieën in Suriname
- Lijst van reptielen in Suriname

## De wetten
Op 27 juni 1950 bood gouverneur J. Klaasesz twee ontwerpwetten ter goedkeuring aan de Staten van Suriname. Deze ontwerpwetten waren de Jachtwet 1954 en de Natuurbeschermingswet 1954.

## De Jachtwet 1954
De Jachtwet had tot doel om de jacht die in 1954 nog zonder enige beperking werd uitgeoefend, wettelijk te regelen in het belang van de wildstand en van de jacht zelf. Tegenwoordig jaagt men, voor de sport en om handel te drijven, met moderne jachtmiddelen. Hierdoor ontstaat er gevaar voor uitroeiing van bepaalde diersoorten. Om deze reden verbiedt de Jachtwet bepaalde handelingen met betrekking tot beschermde dieren zoals, vangen, doden, pogen te vangen of te doden. Onder beschermde dieren worden alle zoogdieren, vogels, en zeeschildpadden en nog andere nader te bepalen dieren, welke behoren tot een in Suriname in het wild levend soort, verstaan. Uitzonderingen hierop zijn:
1. Jachtwild,
2. Kooidieren en,
3. Schadelijke dieren.

Het Ministerie van Ruimtelijke Ordening, Grond- en Bosbeheer bepaalt nader wat onder de bovengenoemde categorieën verstaan wordt. Onder bepaalde voorwaarden is de jacht op deze dieren toegestaan. De Jachtwet 1954 is geldig voor heel Suriname. In het zuidelijk deel van het land zijn er echter geen gesloten seizoenen. Er is een "bag limit" ingesteld voor een aantal soorten dieren.

### De natuurbeschermingswet 1954
Op grond van deze wet kan de president gronden en wateren als natuurreservaat aanwijzen. Het gebied moet over een afwisselend natuur- en landschapsschoon en / of voor de wetenschap of de cultuur belangrijke flora, fauna en geologische objecten beschikken. Het is onder andere verboden om in een natuurreservaat opzettelijk of door onachtzaamheid schade toe te brengen aan de bodemgesteldheid, het natuurschoon, de fauna, de flora of handelingen te verrichten, waardoor afbreuk wordt gedaan aan de waarde van het reservaat. Het is verder ook verboden om in een natuurreservaat te kamperen, vuur te maken, hout te kappen of houtskool te branden, te jagen, te vissen en bij zich te hebben, zonder vergunning van het Hoofd van 's Lands Bosbeheer een hond, een vuurwapen of enig jacht- of vangmiddel. In 1954 scheen het enigszins prematuur om in het onder bevolkte Suriname gebieden te reserveren voor de bescherming en behoud van de flora, fauna en geologische objecten. Echter werd het in die tijd van groot belang geacht om met deze reservering te beginnen, omdat de voor het doel van bescherming en behoud van flora, fauna en geologische objecten waardevolle gebieden konden worden behouden. Volgens Dominiek Plouvier, voormalige directeur van de WWF-Guianas, werd de natuurbeschermingswet opgesteld in een tijd waarbij de overheid bescherming opdrong, zonder de lokale bevolking erbij te betrekken.

## Diversiteit
In Suriname komen ongeveer 6.600 levensvormen voor. Onderstaande tabel toont een overzicht van de soorten planten en dieren die in het land voorkwamen in 2009.
| Soorten           | Aantallen     |
| ----------------- | ------------- |
| Zoogdieren        | 192           |
| Vogels            | 715           |
| Reptielen         | 175           |
| Amfibieën         | 102           |
| Mariene vis       | 360           |
| Zoetwater soorten | 318           |
| Planten           | ongeveer 5100 |

## Beschermde gebieden

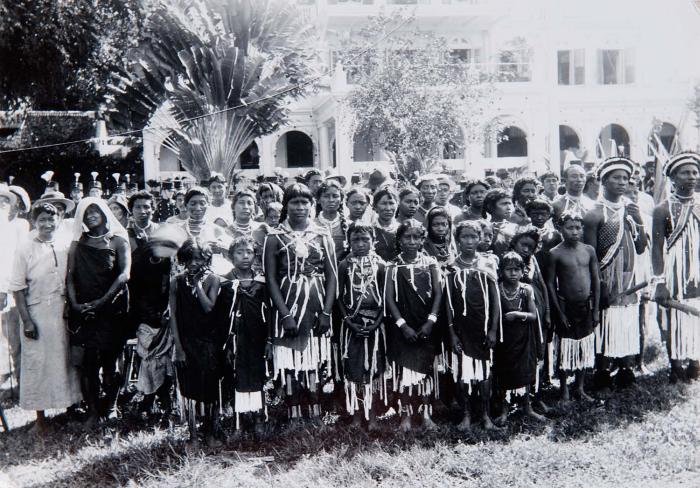

Suriname telt 11 beschermde natuurreservaten, 1 natuurpark en 4 bijzondere beheersgebieden. De inheemse Trio- en Wayanagemeenschappen hebben, samen met het ministerie van Regionale Ontwikkeling, WWF Guianas, Conservation International-Suriname en het Amazon Conservation Team, intensieve dialogen gehad die hebben geleid tot een gezamenlijke verklaring over samenwerking bij de bescherming van 7.2 miljoen hectare tropische bos, de wateren en de volkeren van Zuid-Suriname. Op 5 maart 2015 is deze verklaring aangeboden aan de voorzitter van De Nationale Assemblee. Het te beschermen gebied is even groot als Panama, er leven bijna 1400 verschillende soorten planten en dieren. Dit zuidelijk deel van Suriname heeft een aanzienlijke natuurlijke rijkdom aan primaire bos, zoetwatervoorraden, biodiversiteit en cultureel erfgoed. De problemen rond grondenrechten van de inheemsen en marrons in Suriname zijn nog niet opgelost, maar de bedreigingen vanuit de mijnbouw en de houtsector blijven niet wachten. De inheemsen beseffen dat ze met anderen moeten samenwerken om hun woon- en leefgebied te beschermen. In het algemeen is toezicht de grootste hindernis bij de bescherming van de beschermde gebieden. De inheemse rangers (Indigenous Park Guards: IPG), die reeds actief zijn in Zuid- Suriname, zullen ingezet worden om het bos te monitoren. Dit in samenwerking met andere organisaties. Een andere probleem is het gebrek aan informatie bij belanghebbenden en de samenleving.

## Bedreigingen

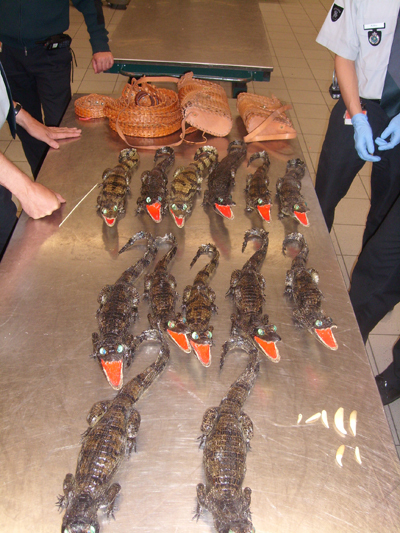
Op Schiphol in beslag genomen opgezette kaaimannen

De voornaamste bedreiging voor de natuurgebieden is de mens. Goud- en bauxietwinning, landbouwactiviteiten, ontbossing, overbevissing, klimaatverandering en stroperij leidden tot aantasting van de biodiversiteit. Stroperij is een groot probleem in het kustgebied. Volgens Ottema liet een onderzoek in 2006 zien dat jaarlijks tienduizend beschermde steltlopers en ander kustvogels worden gestroopt. Volgens Hesdy Esajas, hoofd van de Dienst 's Lands Bosbeheer (LBB), is er nationaal en internationaal een enorme vraag naar in het wild levende diersoorten. LBB onderzoekt de mogelijkheid om kweekprogramma's op te zetten voor het in standhouden van populaties van beschermde diersoorten. Deze kweekprogramma's moeten de handel in in het wild levende diersoorten verminderen. Gedurende de Binnenlandse Oorlog in de jaren tachtig is het grootste deel van de infrastructuur van LBB kapotgemaakt. Controleactiviteiten zijn sindsdien beperkt tot de kustvlakte. Er wordt wel gewerkt aan wederopbouw.. Suriname zet ook onbemande vliegtuigjes, zogenoemde Natuurbeschermingsdrones, in voor observatie van het kustgebied.

## De Kustwachtautoriteit Suriname
De Kustwachtautoriteit Suriname is opgericht in 2013. Ze voert op zee controles uit bij onder andere de visserij en de activiteiten van oliemaatschappijen die naar olie zoeken in de wateren van Suriname. De kustwacht van Suriname heeft nog geen eigen rechtspositie. Het is afhankelijk van het Openbaar Ministerie voor toestemming om beheersdaden uit te voeren. In 2015 verscheen een concept-wet op de kustwacht.

## Beleid
Suriname heeft het Biodiversiteitsverdrag in juni 1992 ondertekend en in 1996 geratificeerd. In het voorjaar van 2007 presenteerde Suriname de Nationale Biodiversiteit Strategie (NBS). Het ministerie van Arbeid, Technologische Ontwikkeling en Milieu (ATM) is belast met de coördinatie van activiteiten die als gevolg van het Biodiversiteitverdrag uitgevoerd moeten worden. Binnen het verdrag zijn voor Suriname de aspecten beschermde gebieden, bosbeheer, bioveiligheid en intellectuele eigendomsrechten van belang. In het kader van de implementatie is in 2013 het Nationale Biodiversiteit Actie Plan geformuleerd. Dit plan is de uitwerking van de Nationale Biodiversiteit Strategie. Suriname heeft ook de overeenkomst inzake de internationale handel in bedreigde uitheemse dieren en planten CITES ondertekend.

## Toerisme
De vele beschermde gebieden in Suriname met onaangetast regenwoud maakt het binnenland van Suriname een gewilde bestemming voor eco-toerisme en een belangrijk uithangbord van het toerisme in Suriname. De coördinatie van het natuurtoerisme ligt in handen van de quango STINASU. Er is een stijgend aantal toeristen dat naar de natuurgebieden in Suriname trekt, behalve economische voordelen brengt het ook de genoemde bedreigingen mee zich mee. Het aantal toeristen steeg van 10.721 in 2011 naar 13.355 in 2017, met als topattracties het Brownsberg Natuurpark en de Raleighvallen. De districten Sipaliwini en Brokopondo. De aantallen toeristen van ongerepte natuur zijn relatief beperkt doordat de gebieden zich diep in de dichte en uitgestrekte wouden van het binnenland bevinden en de toeristische bestemmingen alleen via de lucht of het water zijn te bereiken, wat transport kostbaar en tijdrovend maakt.

## Instanties
In Suriname houden meerdere internationale en nationale organisaties zich bezig met de bescherming van de biodiversiteit in het algemeen en die in de beschermde gebieden in het bijzonder. Enkele van deze organisaties zijn: Amazon Conservation Team, Conservation International Suriname, World Wildlife Fund Suriname, BirdLife International (aanwijzing IBA's), Stichting Natuurbehoud Suriname (Stinasu) en Suriname Conservation Foundation. Andere instanties zijn onderzoeksinstituten als het Centrum voor Landbouwkundig Onderzoek in Suriname (CELOS), het Centrum voor Milieuonderzoek (CMO), de Nationale Zoölogische Collectie Suriname en het Nationaal Herbarium van Suriname.

## Traditionele kennis

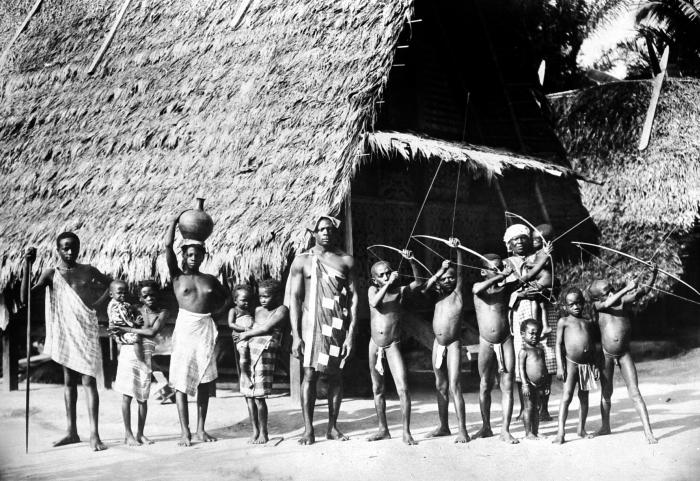
Groep Marrons

In het kader van het biodiversiteitsverdrag heeft Suriname onder andere verplichtingen met betrekking tot het behoud van traditionele kennis en genetisch materiaal. Binnen de marrons en inheemse gemeenschappen is er vaak een ruime overgeleverde kennis van de eigenschappen van planten en dieren in hun nabije omgeving. De toegang tot genetisch materiaal en de kennis die daarop betrekking heeft, en de eerlijke en rechtvaardige verdeling van voordelen daaruit, is in Suriname onvoldoende geregeld. De Surinaamse overheid maakt onderscheid tussen onderzoek in de beschermde gebieden en daarbuiten. Het ministerie van Landbouw, Veeteelt en Visserij is de verantwoordelijke instantie voor het behoud van genetisch materiaal (planten en dieren) in Suriname. De Nationale Coördinatie Commissie Plant Genetische Hulpbronnen heeft als algemeen doel het bevorderen van het behoud en duurzaam gebruik van Plant Genetische Hulpbronnen (PGR). PGR's vormen het mechanisme dat verantwoordelijk is voor gewasvermeerdering, toename in de agrarische productie en productiviteit en duurzaamheid in de landbouw. De participanten bij dit project zijn het ministerie van Landbouw, Veeteelt en Visserij, het ministerie van Ruimtelijke Ordening, Grond- en Bosbeheer, het Anne van Dijk Rijst Onderzoek Centrum Nickerie, Nationaal Herbarium van Suriname (NHS), Suriname Conservation Foundation (SCF), Centrum voor Landouwkundig Onderzoek in Suriname (CELOS) en het Instituut voor Graduate Studies en Research (IGRS).